# 砂質
砂質（さしつ、arenaceous）は成分として砂を多く含む岩石に用いられる性質。
同じように砕屑性堆積岩の名を冠した語に泥質、礫質がある。
砂質な岩石を総称して砂質岩と呼ぶことが多い。
砂質な岩石とは、砂岩、変砂岩、砂質凝灰岩などを指す。